# Karlovačko

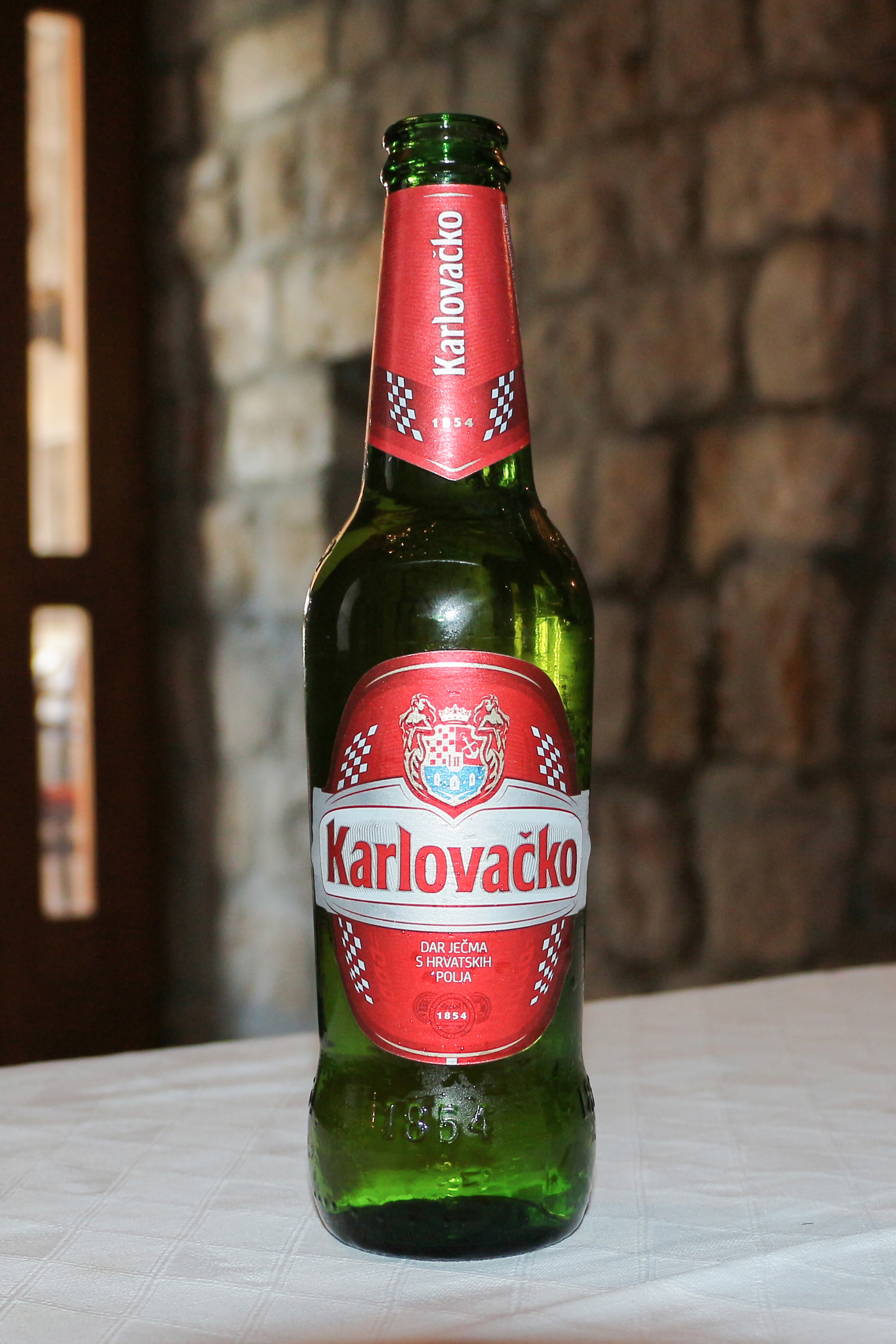
Bière Karlovačko

 (avril 2021).
Si vous disposez d'ouvrages ou d'articles de référence ou si vous connaissez des sites web de qualité traitant du thème abordé ici, merci de compléter l'article en donnant les références utiles à sa vérifiabilité et en les liant à la section « Notes et références ».
Karlovačko est une marque de bière lager de Croatie et de Bosnie-Herzégovine, produite par le brasseur Karlovačka pivovara (en) de la ville de Karlovac, et appartenant depuis 2003 au groupe Heineken International.
Elle comporte 5° d'alcool.